# پدرو کوستا
پدرو کوستا (پرتغالی: Pedro Costa؛ زادهٔ ۳۰ دسامبر ۱۹۵۸) یک کارگردان فیلم، فیلم‌نامه‌نویس، تدوین‌گر، فیلم‌بردار و طراح نورپردازی اهل پرتغال است.
او دانش‌آموختهٔ تاریخ در دانشگاه لیسبون است. او برندهٔ «جایزهٔ فرهنگ فرانسه» در جشنواره فیلم کن ۲۰۰۲ شد. پیتر بردشا از گاردین او را «ساموئل بکتِ سینما» لقب داد.
یکی دیگر از فیلم‌ها او نیز علاوه بر نمایش در جشنواره فیلم کن ۲۰۰۶، برندهٔ «جایزهٔ فیلم تجربی/مستقل» «انجمن منتقدان فیلم لس آنجلس» شد.

## فیلم‌شناسی
- خون (۱۹۸۹)
- خانه‌ای از گدازه (۱۹۹۴)
- استخوان‌ها (۱۹۹۷)
- در اتاق وندا (۲۰۰۰)
- کجاست لبخند پنهانت؟ (۲۰۰۱)
- جوانی باشکوه (۲۰۰۶)
- اسب پول (۲۰۱۴)
- ویتالینا وارلا (۲۰۱۹)